# Godefriedus Dominicus van Hellenberg
Godefriedus Dominicus van Hellenberg, né le 11 avril 1760 à Lith et mort le 22 mars 1817 à Tiel, est un homme politique néerlandais.

## Biographie
Van Hellenberg est un officier qui a été au service de la Prusse et de la Hollande. En 1795, il devient juge et directeur des digues à Tiel. En février 1796, il est élu député à la première assemblée nationale batave. Il est directeur des digues de Basse-Betuwe de 1802 à 1811 et membre de la municipalité de Tiel à partir de 1816.